# Cropduster
Cropduster är det nionde studioalbumet av det amerikanska punkrockbandet Adolescents, släppt den 20 juli 2018. Det är bandets sista studioalbum med basisten och grundaren Steve Soto, som dog tre veckor innan släppet av Cropduster.

## Låtlista
All text av Tony Reflex. All musik skrevs av Steve Soto, där inget annat anges.
1. "Queen of Denial" - 2:01
2. "Quicksand Blaster" (Dan Root) - 2:10
3. "Flat Earth Stomp" (Mike Cambra) - 2:38
4. "Just Because" - 1:37
5. "Sunspot Screams" (Ian Taylor) - 2:57
6. "Alice on Wonderbread" - 2:09
7. "Disease" - 2:08
8. "Cropduster" - 2:05
9. "Gauzetter" (Taylor) - 2:31
10. "Nuclear Football" (Cambra) - 1:48
11. "Choke and Killswitch System" - 1:49
12. "Miranda Panda" (Taylor) - 2:20
13. "5150 or Fight" (Taylor) - 2:01
14. "Paradigm Bag Junkies" - 3:08
15. "Black Kiss" - 2:04
16. "Digital Toybox" - 1:31
17. "Room 223" (Taylor) - 2:47
18. "Prey for Armageddon" - 3:12

## Musiker
- Tony Reflex - sång
- Steve Soto - bas, bakgrundssång
- Dan Root - gitarr, bakgrundssång
- Ian Taylo - bakgrundssång
- Mike Cambra - trummor